# ティンタ・ベルデ
『ティンタ・ベルデ』（Tinta verde）は、アグスティン・バルディ（Agusín Bardi）作曲のタンゴ。

## 概要
1914年発表の曲。
曲名は「緑のインク」という意味。メロディーを思いついた作曲者のバルディが（その時 黒やブルーのインクを持っておらず）なんとか緑のインクで楽譜にしたことから、この名前がついた。
歌詞は付けられていない。
アニバル・トロイロ楽団、ファン・ダリエンソ楽団のレコード録音がある。